# Ataun
Ataun is een gemeente in de Spaanse provincie Gipuzkoa in de regio Baskenland met een oppervlakte van 59 km². Ataun telt 1.701 inwoners (1 januari 2016).